# Gran Premio motociclistico d'Argentina 2017
Il Gran Premio motociclistico d'Argentina 2017 si è svolto il 9 aprile presso l'Autodromo di Termas de Río Hondo ed è stato la seconda prova del motomondiale 2017. La quattordicesima edizione della storia di questo GP ha visto la vittoria di Joan Mir in Moto3, Franco Morbidelli in Moto2 e Maverick Viñales in MotoGP.

## MotoGP

### Arrivati al traguardo
| Pos. | Nº | Pilota           | Squadra                     | Motocicletta       | Giri | Tempo     | Griglia | Punti |
| ---- | -- | ---------------- | --------------------------- | ------------------ | ---- | --------- | ------- | ----- |
| 1º   | 25 | Maverick Viñales | Movistar Yamaha             | Yamaha YZR-M1      | 25   | 41'45.060 | 6º      | 25    |
| 2º   | 46 | Valentino Rossi  | Movistar Yamaha             | Yamaha YZR-M1      | 25   | +2.915    | 7º      | 20    |
| 3º   | 35 | Cal Crutchlow    | LCR Honda                   | Honda RC213V       | 25   | +3.754    | 3º      | 16    |
| 4º   | 19 | Álvaro Bautista  | Pull&Bear Aspar             | Ducati Desmosedici | 25   | +6.523    | 10º     | 13    |
| 5º   | 5  | Johann Zarco     | Monster Yamaha Tech 3       | Yamaha YZR-M1      | 25   | +15.504   | 14º     | 11    |
| 6º   | 94 | Jonas Folger     | Monster Yamaha Tech 3       | Yamaha YZR-M1      | 25   | +18.241   | 11º     | 10    |
| 7º   | 9  | Danilo Petrucci  | Octo Pramac Racing          | Ducati Desmosedici | 25   | +20.046   | 4º      | 9     |
| 8º   | 45 | Scott Redding    | Octo Pramac Racing          | Ducati Desmosedici | 25   | +25.480   | 15º     | 8     |
| 9º   | 43 | Jack Miller      | EG 0,0 Marc VDS             | Honda RC213V       | 25   | +25.665   | 17º     | 7     |
| 10º  | 17 | Karel Abraham    | Pull&Bear Aspar             | Ducati Desmosedici | 25   | +26.403   | 2º      | 6     |
| 11º  | 76 | Loris Baz        | Reale Avintia Racing        | Ducati Desmosedici | 25   | +26.952   | 9º      | 5     |
| 12º  | 53 | Esteve Rabat     | EG 0,0 Marc VDS             | Honda RC213V       | 25   | +41.875   | 20º     | 4     |
| 13º  | 8  | Héctor Barberá   | Reale Avintia Racing        | Ducati Desmosedici | 25   | +42.770   | 21º     | 3     |
| 14º  | 44 | Pol Espargaró    | Red Bull KTM Factory Racing | KTM RC16           | 25   | +43.085   | 18º     | 2     |
| 15º  | 38 | Bradley Smith    | Red Bull KTM Factory Racing | KTM RC16           | 25   | +43.452   | 19º     | 1     |
| 16º  | 29 | Andrea Iannone   | Suzuki Ecstar               | Suzuki GSX-RR      | 25   | +46.219   | 12º     |       |

### Ritirati
| Nº | Pilota           | Squadra                     | Motocicletta       | Giri | Griglia |
| -- | ---------------- | --------------------------- | ------------------ | ---- | ------- |
| 4  | Andrea Dovizioso | Ducati Team                 | Ducati Desmosedici | 14   | 13º     |
| 41 | Aleix Espargaró  | Aprilia Racing Team Gresini | Aprilia RS-GP      | 14   | 8º      |
| 26 | Dani Pedrosa     | Repsol Honda                | Honda RC213V       | 13   | 5º      |
| 22 | Sam Lowes        | Aprilia Racing Team Gresini | Aprilia RS-GP      | 11   | 22º     |
| 42 | Álex Rins        | Suzuki Ecstar               | Suzuki GSX-RR      | 11   | 23º     |
| 93 | Marc Márquez     | Repsol Honda                | Honda RC213V       | 3    | 1º      |
| 99 | Jorge Lorenzo    | Ducati Team                 | Ducati Desmosedici | 0    | 16º     |

## Moto2

### Arrivati al traguardo
| Pos. | Nº | Pilota              | Squadra                    | Motocicletta       | Giri | Tempo     | Griglia | Punti |
| ---- | -- | ------------------- | -------------------------- | ------------------ | ---- | --------- | ------- | ----- |
| 1º   | 21 | Franco Morbidelli   | EG 0,0 Marc VDS            | Kalex Moto2        | 23   | 39'50.036 | 2º      | 25    |
| 2º   | 44 | Miguel Oliveira     | Red Bull KTM Ajo           | KTM Moto2          | 23   | +1.683    | 1º      | 20    |
| 3º   | 12 | Thomas Lüthi        | CarXpert Interwetten       | Kalex Moto2        | 23   | +10.551   | 4º      | 16    |
| 4º   | 7  | Lorenzo Baldassarri | Forward Racing             | Kalex Moto2        | 23   | +15.577   | 10º     | 13    |
| 5º   | 97 | Xavi Vierge         | Tech 3 Racing              | Tech 3 Mistral 610 | 23   | +24.527   | 8º      | 11    |
| 6º   | 24 | Simone Corsi        | Speed Up Racing            | Speed Up SF7       | 23   | +24.783   | 16º     | 10    |
| 7º   | 42 | Francesco Bagnaia   | SKY Racing Team VR46       | Kalex Moto2        | 23   | +24.965   | 13º     | 9     |
| 8º   | 11 | Sandro Cortese      | Dynavolt Intact GP         | Suter MMX2         | 23   | +25.156   | 7º      | 8     |
| 9º   | 41 | Brad Binder         | Red Bull KTM Ajo           | KTM Moto2          | 23   | +25.622   | 24º     | 7     |
| 10º  | 55 | Hafizh Syahrin      | Petronas Raceline Malaysia | Kalex Moto2        | 23   | +25.933   | 14º     | 6     |
| 11º  | 23 | Marcel Schrötter    | Dynavolt Intact GP         | Suter MMX2         | 23   | +26.139   | 16º     | 5     |
| 12º  | 10 | Luca Marini         | Forward Racing             | Kalex Moto2        | 23   | +26.456   | 11º     | 4     |
| 13º  | 2  | Jesko Raffin        | Garage Plus Interwetten    | Kalex Moto2        | 23   | +26.697   | 5º      | 3     |
| 14º  | 77 | Dominique Aegerter  | Kiefer Racing              | Suter MMX2         | 23   | +27.461   | 18º     | 2     |
| 15º  | 9  | Jorge Navarro       | Federal Oil Gresini        | Kalex Moto2        | 23   | +27.628   | 20º     | 1     |
| 16º  | 57 | Edgar Pons          | Pons HP40                  | Kalex Moto2        | 23   | +36.690   | 23º     |       |
| 17º  | 32 | Isaac Viñales       | SAG Team                   | Kalex Moto2        | 23   | +39.132   | 21º     |       |
| 18º  | 60 | Julián Simón        | Garage Plus Interwetten    | Kalex Moto2        | 23   | +39.297   | 26º     |       |
| 19º  | 45 | Tetsuta Nagashima   | Teluru SAG                 | Kalex Moto2        | 23   | +39.444   | 27º     |       |
| 20º  | 54 | Mattia Pasini       | Italtrans Racing           | Kalex Moto2        | 23   | +43.908   | 6º      |       |
| 21º  | 73 | Álex Márquez        | EG 0,0 Marc VDS            | Kalex Moto2        | 23   | +44.165   | 3º      |       |
| 22º  | 68 | Yonny Hernández     | AGR Team                   | Kalex Moto2        | 23   | +45.719   | 30º     |       |
| 23º  | 62 | Stefano Manzi       | SKY Racing Team VR46       | Kalex Moto2        | 23   | +52.618   | 32º     |       |
| 24º  | 89 | Khairul Idham Pawi  | Idemitsu Honda Team Asia   | Kalex Moto2        | 23   | +59.071   | 28º     |       |
| 25º  | 47 | Axel Bassani        | Speed Up Racing            | Speed Up SF7       | 23   | +1'02.113 | 29º     |       |

### Ritirati
| Nº | Pilota           | Squadra                  | Motocicletta       | Giri | Griglia |
| -- | ---------------- | ------------------------ | ------------------ | ---- | ------- |
| 52 | Danny Kent       | Kiefer Racing            | Suter MMX2         | 14   | 12º     |
| 5  | Andrea Locatelli | Italtrans Racing         | Kalex Moto2        | 7    | 31º     |
| 19 | Xavier Siméon    | Tasca Racing             | Kalex Moto2        | 2    | 9º      |
| 49 | Axel Pons        | RW Racing GP             | Kalex Moto2        | 1    | 15º     |
| 40 | Fabio Quartararo | Pons HP40                | Kalex Moto2        | 1    | 17º     |
| 30 | Takaaki Nakagami | Idemitsu Honda Team Asia | Kalex Moto2        | 1    | 22º     |
| 87 | Remy Gardner     | Tech 3 Racing            | Tech 3 Mistral 610 | 0    | 25º     |

## Moto3

### Arrivati al traguardo
| Pos. | Nº | Pilota                 | Squadra                    | Motocicletta   | Giri | Tempo     | Griglia | Punti |
| ---- | -- | ---------------------- | -------------------------- | -------------- | ---- | --------- | ------- | ----- |
| 1º   | 36 | Joan Mir               | Leopard Racing             | Honda NSF250R  | 21   | 38'33.377 | 16º     | 25    |
| 2º   | 17 | John McPhee            | British Talent Team        | Honda NSF250R  | 21   | +0.261    | 1º      | 20    |
| 3º   | 88 | Jorge Martín           | Del Conca Gresini Racing   | Honda NSF250R  | 21   | +0.339    | 3º      | 16    |
| 4º   | 65 | Philipp Öttl           | Südmetall Schedl GP Racing | KTM RC 250 GP  | 21   | +0.641    | 10º     | 13    |
| 5º   | 16 | Andrea Migno           | SKY Racing Team VR46       | KTM RC 250 GP  | 21   | +0.890    | 8º      | 11    |
| 6º   | 11 | Livio Loi              | Leopard Racing             | Honda NSF250R  | 21   | +7.598    | 12º     | 10    |
| 7º   | 5  | Romano Fenati          | Marinelli Rivacold Snipers | Honda NSF250R  | 21   | +7.761    | 6º      | 9     |
| 8º   | 24 | Tatsuki Suzuki         | SIC58 Squadra Corse        | Honda NSF250R  | 21   | +7.831    | 9º      | 8     |
| 9º   | 58 | Juanfran Guevara       | RBA BOE Racing             | KTM RC 250 GP  | 21   | +12.000   | 7º      | 7     |
| 10º  | 27 | Kaito Toba             | Honda Team Asia            | Honda NSF250R  | 21   | +12.079   | 18º     | 6     |
| 11º  | 44 | Arón Canet             | Estrella Galicia 0,0       | Honda NSF250R  | 21   | +12.278   | 4º      | 5     |
| 12º  | 40 | Darryn Binder          | Platinum Bay Real Estate   | KTM RC 250 GP  | 21   | +12.294   | 11º     | 4     |
| 13º  | 42 | Marcos Ramírez         | Platinum Bay Real Estate   | KTM RC 250 GP  | 21   | +12.480   | 27º     | 3     |
| 14º  | 14 | Tony Arbolino          | SIC58 Squadra Corse        | Honda NSF250R  | 21   | +12.620   | 24º     | 2     |
| 15ª  | 6  | María Herrera          | AGR Team                   | KTM RC 250 GP  | 21   | +13.083   | 20ª     | 1     |
| 16º  | 8  | Nicolò Bulega          | SKY Racing Team VR46       | KTM RC 250 GP  | 21   | +14.393   | 2º      |       |
| 17º  | 7  | Adam Norrodin          | SIC Racing                 | Honda NSF250R  | 21   | +18.861   | 21º     |       |
| 18º  | 84 | Jakub Kornfeil         | Peugeot MC Saxoprint       | Peugeot        | 21   | +20.573   | 22º     |       |
| 19º  | 12 | Marco Bezzecchi        | CIP                        | Mahindra MGP3O | 21   | +26.774   | 23º     |       |
| 20º  | 71 | Ayumu Sasaki           | SIC Racing                 | Honda NSF250R  | 21   | +26.905   | 25º     |       |
| 21º  | 96 | Manuel Pagliani        | CIP                        | Mahindra MGP3O | 21   | +27.400   | 31º     |       |
| 22º  | 95 | Jules Danilo           | Marinelli Rivacold Snipers | Honda NSF250R  | 21   | +27.534   | 28º     |       |
| 23º  | 64 | Bo Bendsneyder         | Red Bull KTM Ajo           | KTM RC 250 GP  | 21   | +27.612   | 17º     |       |
| 24º  | 41 | Nakarin Atiratphuvapat | Honda Team Asia            | Honda NSF250R  | 21   | +35.218   | 29º     |       |
| 25º  | 75 | Albert Arenas          | Aspar Mahindra             | Mahindra MGP3O | 21   | +50.124   | 19º     |       |
| 26º  | 4  | Patrik Pulkkinen       | Peugeot MC Saxoprint       | Peugeot        | 21   | +1'18.379 | 30º     |       |
| 27º  | 33 | Enea Bastianini        | Estrella Galicia 0,0       | Honda NSF250R  | 21   | +1'20.064 | 15º     |       |

### Ritirati
| Nº | Pilota                | Squadra                  | Motocicletta   | Giri | Griglia |
| -- | --------------------- | ------------------------ | -------------- | ---- | ------- |
| 21 | Fabio Di Giannantonio | Del Conca Gresini Racing | Honda NSF250R  | 12   | 5º      |
| 48 | Lorenzo Dalla Porta   | Aspar Mahindra           | Mahindra MGP3O | 12   | 26º     |
| 19 | Gabriel Rodrigo       | RBA BOE Racing           | KTM RC 250 GP  | 11   | 13º     |
| 23 | Niccolò Antonelli     | Red Bull KTM Ajo         | KTM RC 250 GP  | 1    | 14º     |